# Guido Cantz

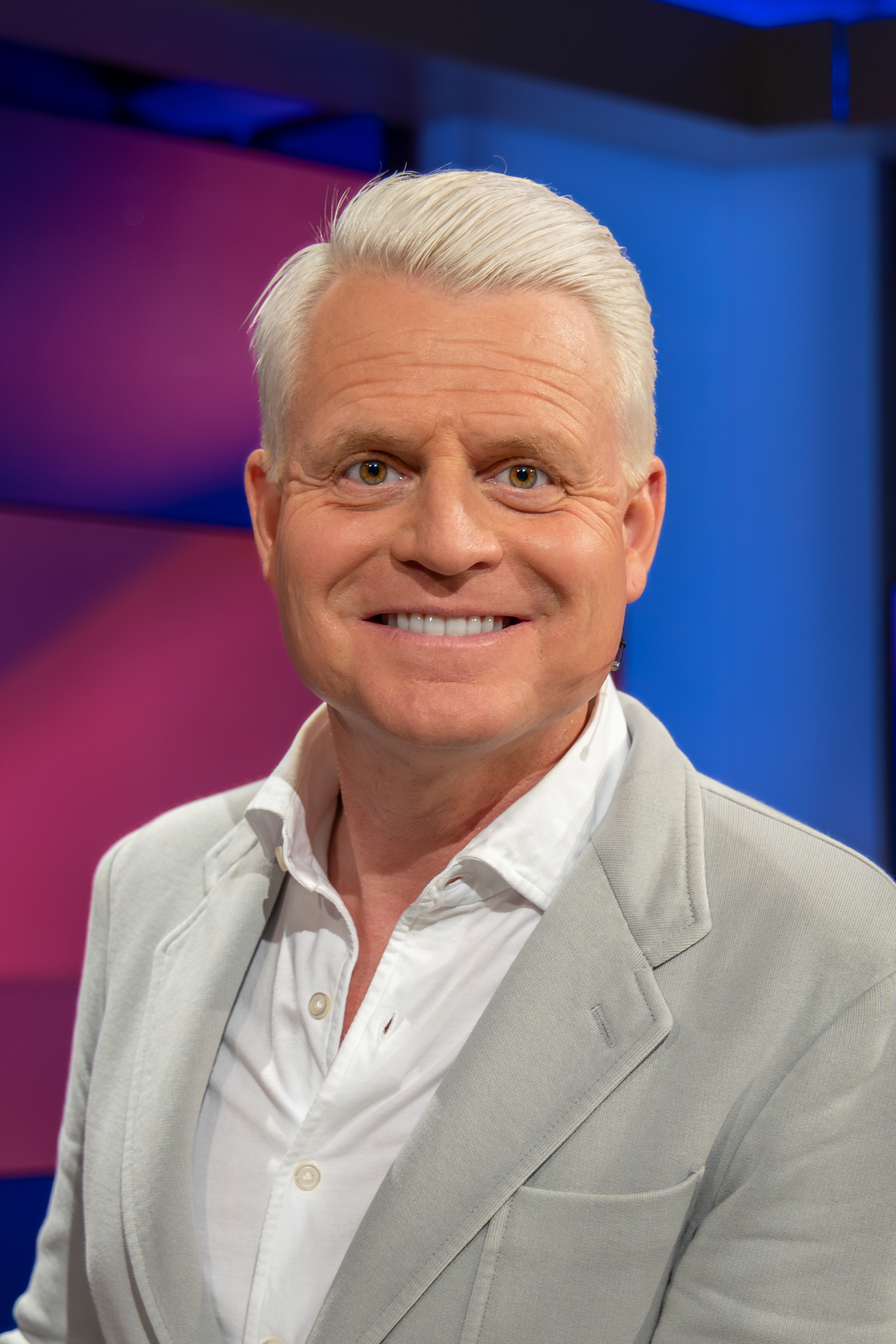
Guido Cantz (2023)

Guido Cantz (* 19. August 1971 in Porz am Rhein) ist ein deutscher Fernsehmoderator, Komiker, Kommentator und Buchautor.

## Werdegang
Nach dem Abitur am Maximilian-Kolbe-Gymnasium in Köln-Wahn und anschließendem Wehrdienst studierte er von 1991 bis 1994 Betriebswirtschaftslehre an der Universität zu Köln und schloss 1996 am Joseph-DuMont-Berufskolleg seine Ausbildung zum staatlich geprüften kaufmännischen Medienassistenten ab.
Seit 1991 tritt Cantz, zunächst als „Mann für alle Fälle“, als Redner im Kölner Karneval auf und absolviert dort bis zu 250 Auftritte pro Session. Seit 2015 ist er einer der beiden Hauptkommentatoren bei der Liveübertragung des Kölner Rosenmontagszugs im WDR Fernsehen.

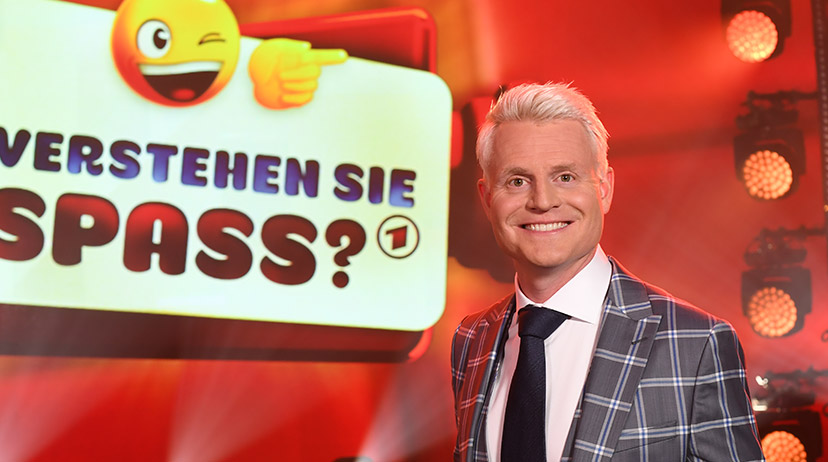
Guido Cantz bei Verstehen Sie Spaß? (2018)

Seit 1998 ist er als Comedian und Moderator regelmäßig im Fernsehen zu sehen. Neben zahlreichen Gastauftritten in Comedy- und Satire-Shows wie dem Quatsch Comedy Club, TV Total, Ottis Schlachthof oder Genial daneben präsentiert er als Moderator eigene Unterhaltungsformate. So moderierte er die Shows Karnevalissimo (ZDF), Kenn ich (Kabel 1), Die Edgar-Wallace-Show (Kabel 1), Deal or No Deal (Sat.1) und Wie geil ist das denn? (WDR). Ab 2010 präsentierte er live die Samstag-Abend-Show Verstehen Sie Spaß? im Ersten und seit 2013 Verstehen Sie was? im SWR. Im Juni 2021 wurde bekannt, dass Cantz die Moderation zum Jahresende 2021 aufgeben wird. Nachfolgerin wurde Barbara Schöneberger.
Im August 2019 sorgte das Ergebnis einer Zuschauerumfrage unter 47 Befragten für Schlagzeilen, nach der Cantz „unfreundlich“, „arrogant“ und „gekünstelt“ sei. In der Medienöffentlichkeit, zum Beispiel im Münchner Merkur, wurde diese Fernsehkritik als „Desaster“ gewertet.
Cantz ist als wechselnder Partner von Alice Hoffmann im Rateteam von Meister des Alltags (SWR). Seit 2006 tourt er mit eigenen Bühnenprogrammen in ganz Deutschland und hatte 2017 sein 25-jähriges Bühnenjubiläum „Blondiläum“. Guido Cantz ist Autor von bislang drei Büchern. Des Weiteren ist er auch Co-Kommentator bei der SWR1-Hitparade.
2022 war Cantz in mehreren Formaten bei RTL zu sehen; im Januar wurde die satirische Panel-Talkshow 7 Tage, 7 Köpfe neu aufgelegt. Guido Cantz übernahm die Moderation. Außerdem moderierte er die Wetten-Show Ich setz auf Dich, welche im Juli und Dezember ausgestrahlt wurde. Da beide Formate nur schwache Einschaltquoten erzielten, entschied sich der Privatsender gegen eine Fortsetzung.
Cantz war Kandidat in der Staffel 2 der Spielshow Der König der Kindsköpfe, die er gewann.
Ende September 2023 wurde bekannt, dass Cantz als Nachfolger von Thomas Hermanns ab 2024 die Neuauflage von Glücksrad bei RTL Zwei moderieren wird.

## Familie

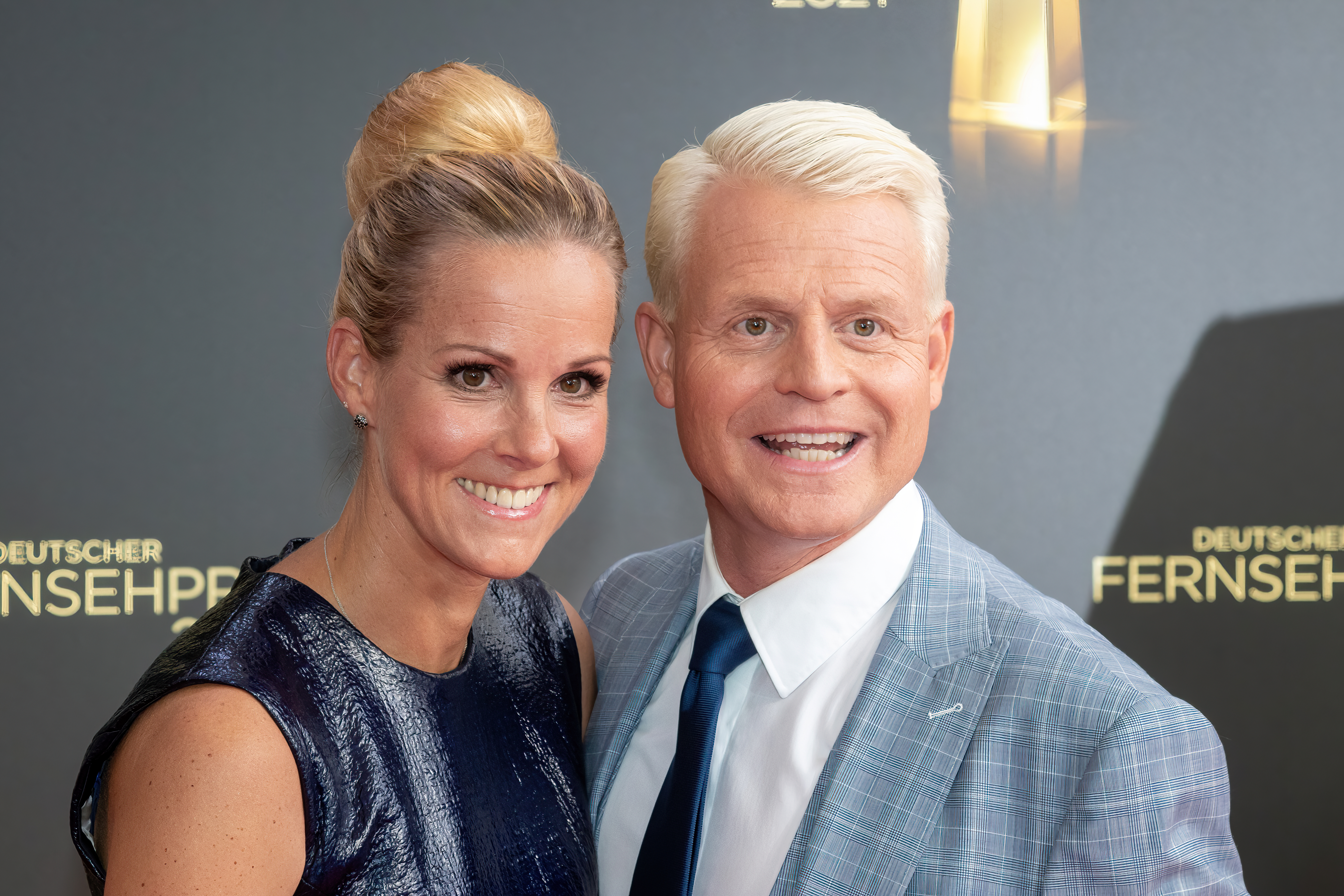
Guido Cantz mit seiner Ehefrau beim Deutschen Fernsehpreis 2021

Cantz ist seit 2009 mit Kerstin Cantz verheiratet und hat seit 2010 einen Sohn. Er lebt mit seiner Familie in Köln-Porz. Cantz hat einen Bruder und ist römisch-katholisch.
Guido Cantz ist ein Nachfahre von Kaspar Kantz, dem Verfasser der ersten bekannten evangelischen Gottesdienstordnung, und nach eigenen Angaben ein Großonkel zehnten Grades von Fürst Albert von Monaco.

## Moderation
Aktuelle Moderation
- seit 1991: Karneval in Köln, Das Erste und WDR
- seit 1998: Sessionseröffnung Kölner Karneval, WDR
- seit 2022: Wider den tierischen Ernst, WDR
- seit 2023 Glücksrad, RTL Zwei

Aktuelle Kommentation
- seit 2015: Rosenmontagszug Köln, WDR

Früherer Juror oder festes Mitglied im Rateteam einer Fernsehsendung
- 2003: Die Gong-Show, Sat.1
- 2012–2025: Meister des Alltags, SWR
- 2012: Einfach die BESTEN!, SWR
- 2020: Weinduell, SWR
- 2022: Gipfel der Quizgiganten, RTL

Frühere Comedy-Programme
- 1998: Samstag Spät Nacht, RTL
- 1999–2000: Starweekend, RTL
- 1999–2000: Planet Comedy, RTL
- 2007–2010: Ich will ein Kind von Dir
- 2008: Cantz schön frech, Sat.1
- 2016: Cantz schön clever, Das Erste, SWR und WDR

Frühere Moderation
- 2000–2011: Karnevalissimo, ZDF
- 2001: TV – TV, RTL II
- 2002: Elften im Elften – Kölsche Lieder, WDR
- 2003: Kölle Alaaf, RTL
- 2003: Karneval Hoch Drei, ZDF
- 2004–2008: Deal or No Deal, Sat.1
- 2004: Aprés Sno Party, Das Erste
- 2004: Die witzigsten Werbeagenten, Sat.1
- 2004: Reklame!, Kabel 1
- 2004: Die große Edgar Wallace Show, Kabel 1
- 2004: Kenn ich – die witzigste Serienshow, Kabel 1
- 2010–2021: Verstehen Sie Spaß?, Das Erste und ORF 1
- 2011: Die beliebtesten Showmaster, Das Erste
- 2013–2017: Verstehen Sie was?, SWR
- 2015: Wie geil ist das denn?, WDR
- 2016–2021: SWR3 New Pop Special (unregelmäßig), Das Erste
- 2017: Flieg mit mir!, Das Erste
- 2018: Für immer Kult, WDR
- 2018: Die Montagsmaler, SWR
- 2020: Quizz dich auf 1, WDR
- 2022: 7 Tage, 7 Köpfe, RTL
- 2022: Der König der Kindsköpfe, RTL
- 2022: Ich setz auf Dich, RTL

Frühere Radiomoderation
- 2018–2019: Der Cantz normale Wahnsinn, WDR 4

Extras
- 2001–2002: Unter Uns (unregelmäßig, Gastrolle Mani Schuster), RTL
- 2003: Fetenhits, ZDF
- 2005: Urmel aus dem Eis (als Tim Tintenklecks), Sat.1
- 2009: TV total Eisfußball, ProSieben
- 2014: Pastewka – Der Bescheid (Gastrolle), Sat.1
- 2015, 2016, 2017, 2019: Lachgeschichten, Dokumentation über Guido Cantz, WDR, SWR
- 2022: Glückwunsch Guido Cantz: 30 Jahre Karneval!, Das Erste

## Werke
|  | Soloprogramm - 2006–2007: Cantz schön frech - 2007–2010: Ich will ein Kind von Dir - 2012–2015: Cantz schön clever - 2016–2019: Blondiläum 25 Jahre – Best of Guido Cantz - seit 2020: Das volle Programm – Ich sehe was, was du nicht siehst CDs - 2006: Cantz schön frech - 2009: Ich will ein Kind von dir! - 2012: Cantz schön clever (Hörbuch) - 2015: Wo ist der Witz (Hörbuch) - 2015: Ist das ein Witz? Vol. 3 Kommt ein Entertainer zum Arzt... mit Eckart von Hirschhausen Bücher - 2006: Cantz nah am Ball, Goldmann Verlag, ISBN 3-442-46242-8 - 2012: Cantz schön clever - 2015: Wo ist der Witz? - 2021: Bauchgefühl und Gottvertrauen. Mein Leben von 1971 bis 20 Uhr 15 (Autobiographie) |

## Auszeichnungen
- 2003: Spitze Feder des Hauptausschusses Gross-Mülheimer-Karneval 1957 e. V.
- 2004–2006: Närrischer Oscar der Zeitung Express
- 2009: Sieger des TV total Deutscher Eisfußball-Pokals
- 2014: Deutscher Comedypreis in der Kategorie Beste Versteckte Kamera für Verstehen Sie Spaß?
- 2018: Rheinischer Provinzialpreis als Pate für das Projekt „Schule ohne Rassismus – Schule mit Courage“

## Sonstiges
Cantz ist aktiver Fußballspieler bei der Altherrenmannschaft des SSV Troisdorf 05. Er spielte für die SpVg Wahn-Grengel in der Landesliga und den 1. FC Spich in der Bezirksliga. Er tritt regelmäßig (gemeinsam mit Ex-Profis wie Wolfgang Overath, Stefan Kuntz oder Dariusz Wosz) für die Lotto-Elf Rheinland-Pfalz für karitative Zwecke an. Er ist bekennender Anhänger des VfB Stuttgart. Außerdem spielt er Klavier, wobei er sich mit Gesang begleitet. Der Porzer Fasteloovendszug am Sonntag vor Rosenmontag führt einen eigenen Motivwagen (Cantz jeck).
Sein Markenzeichen sind seine platinblond gefärbten Haare.